# Effet Barkhausen

Sauts de Barkhausen au cours d'une magnétisation.

Déformation d'une paroi de Bloch au contact d'un défaut cristallin.

On appelle effet Barkhausen (ou sauts de Barkhausen, bruit de Barkhausen) la variation discontinue de magnétisation des corps ferromagnétiques sous l’effet d’une fluctuation du champ magnétique.

## Description
Si l’on place un corps ferromagnétique dans un champ magnétique et que l’on augmente lentement l’excitation, la magnétisation n’augmente pas continûment, mais par sauts progressifs, les « sauts de Barkhausen » : c’est ce qu’a mis en évidence pour la première fois de façon acoustique Heinrich Barkhausen en 1917.
Ce comportement est imputable à l’action des moments magnétiques élémentaires créés selon certaines directions de l’espace dans les domaines de Weiss du matériau, zones séparées les unes des autres par les parois de Bloch. Les parois de Bloch commencent par se comprimer, puis se propagent de défaut en défaut. Sous une forte excitation maintenue constante, les moments magnétiques des zones de Weiss pivotent d'un coup. C'est ainsi que le champ magnétique du solide se met à varier de façon discontinue.
La courbe de magnétisation est une courbe en escalier. La longueur des paliers mesure la composante réversible de la susceptibilité magnétique, la hauteur des sauts mesure la variation de magnétisation due à la composante irréversible.
On peut mettre en évidence l’effet Barkhausen expérimentalement grâce à la détection de variation de flux : il suffit de placer le corps ferromagnétique dans l’entrefer d'une bobine connectée à un circuit électrique, et de provoquer des variations du champ magnétique avec un second électroaimant (ou un aimant) : on détectera des impulsions électriques dans la première bobine. Ces impulsions de courant sont audibles grâce à un haut-parleur connecté à un amplificateur, ou peuvent être visualisées avec un oscilloscope.

## Applications

Plate-forme de contrôle non destructif de matériaux ferromagnétiques : vert - banc de magnétisation, rouge - capteur inductif, gris – corps d'épreuve.

L'intensité des perturbations de Barkhausen, pour chaque matériau, mesure la quantité d'impuretés ou de dislocations du cristal, etc. et fournit une bonne indication des propriétés mécaniques d’un tel matériau.
L'analyse du bruit Barkhausen permet de suivre : 
- Les variations de micro-structure
- Les variations de contraintes résiduelles
- Les variations de dureté

L'amplitude du signal augmente avec les contraintes résiduelles et diminue avec la dureté.
C'est pourquoi l'effet Barkhausen est utilisé en contrôle non destructif de la dégradation des propriétés mécaniques dans les matériaux magnétiques soumis à des chargements cycliques (par exemple dans les pipelines), les particules de haute énergie (dans un réacteur nucléaire) ou les aciers à haute résistance soumis à l'abrasion.
L'application industrielle la plus courante est la recherche de brûlures de rectification. Ce procédé de contrôle vient remplacer l'attaque Nital.
L’effet Barkhausen peut aussi mettre en évidence l’endommagement d’une couche mince au cours de divers procédés de nanofabrication telle la gravure ionique réactive.